# Gent Universitet
Gent Universitet (hollandsk: Universiteit Gent; kort: UGent ), tidligere Rijksuniversiteit Gent (eller RUG ), er et offentligt universitet beliggende i byen Gent i Belgien.
I dag har universitetet, som hovedsageligt giver undervisning på hollandsk, mere end 200 bachelor- og kandidatuddannelser, hvoraf 73 er på engelsk. 

## Historie
Det blev grundlagt i 1817 af kong Vilhelm I af Holland. Universitetet, som har undervist på fransk siden dets oprettelse, ændrede sit akademiske sprog til hollandsk i 1930 og blev den første uddannelsesinstitution i Belgien til at gøre det. 